# Eduard Petzold
Carl Eduard Adolph Petzold (Lubniewice, 14 gennaio 1815 – Blasewitz, 10 agosto 1891) è stato un architetto del paesaggio tedesco.

## Biografia
Petzold nacque a Königswalde (Lubniewice), nel Brandeburgo. Da bambino, seguì i suoi genitori nel 1826 a Muskau, visitando la scuola della città e nel 1828 la scuola di grammatica di Halle nella Sassonia.
Nel 1831, iniziò a lavorare al Park von Muskau del principe Hermann von Pückler-Muskau, che risultò essere di grande influenza sul suo lavoro successivo. Nel 1835-38 creò il suo primo parco a Matzdorf (Slesia). Nel 1844-52 ottenne la posizione di giardiniere di corte a Weimar, nel 1852-1872 tornò come ispettore del parco a Muskau, e fu, nel 1852-72, direttore dei parchi dei Paesi Bassi.
Creò 174 parchi e giardini in Germania, Austria-Ungheria, Paesi Bassi, Polonia, Bulgaria e Turchia.
Pubblicò molto sulla sua arte, così come gli studi biografici di altri giardinieri, in particolare lo studio Fürst Hermann von Pückler-Muskau in Seiner Bedeutung für die bildende Gartenkunst, del 1874.